# Jean-Pierre-Marie Jazet
Jean-Pierre-Marie Jazet, né le 31 juillet 1788 à Paris, mort à Yerres le 16 août 1871 et inhumé à Paris le 18 août, est un graveur aquafortiste, à l'aquatinte et à la manière noire.

## Biographie

### L'élève de Debucourt
Jean-Pierre-Marie Jazet est le fils de Jean-Marie Jazet, vérificateur des bâtiments de la couronne, mortellement blessé en 1793 par l'explosion d'un canon alors qu'il servait dans l'artillerie de la Garde Nationale . Sa mère est Jeanne Marquant, sœur de Suzanne Marquant, seconde épouse du peintre et graveur Philibert-Louis Debucourt ,.
Après le décès de son père, Jean-Pierre-Marie Jazet qui a donc cinq ans, est élevé par son oncle par alliance Debucourt qui fait de lui, l'un de ses meilleurs élèves .
Pour l'exercice de son art, Jazet apprend et utilise différentes techniques de gravure : l'eau-forte, le burin, l'aquatinte et la gravure au pointillé .
Jean-Pierre-Marie Jazet compose principalement la nuit . Il réalise tout d'abord de nombreux sujets dans le genre de ceux chers à son oncle et les vend à des marchands d'estampes pour aider financièrement sa mère. Plus tard, et toujours fidèle à son maître, il l'accompagne jusqu'à la fin de ses jours : Debucourt, qui ne peut plus travailler, a dépensé des sommes considérables et son neveu l'aidera à terminer paisiblement sa vie .

### Le graveur
Jean-Pierre-Marie Jazet commence à exposer en 1817 .
Sa période faste débute deux ans plus tard avec notamment, des gravures comme le Sacre de Napoléon d'après Jacques-Louis-David, le Portrait en pied du général Lassalle d'après Antoine-Jean Gros, Le bivouac du colonel Moncey d'après Horace Vernet et la Distribution des récompenses du salon de 1824 d'après François-Joseph Heim. Ses nombreuses gravures, et particulièrement celles réalisées d'après les œuvres d' Horace Vernet, les sujets sur les scènes de la vie de Napoléon Ier et de l'Empire, puis ses régulières participations dans les salons lui assurent une forte notoriété ,.
Pour vendre les estampes tirées des matrices qui constituent son fonds et maintenir sa présence sur un marché de l'art en pleine expansion, Jean-Pierre-Marie Jazet est tout d'abord son propre éditeur, installé à Paris au 71, faubourg Saint-Martin puis au 7, rue de Lancry . Il publie ensuite chez Aumont & Cie et avec Charles Bance. À partir du moment où son gendre Théodore Vibert s'associe avec Adolphe Goupil, il se fait éditer quasi exclusivement par la maison Goupil Vibert & Cie, puis Goupil & Cie au décès de Théodore Vibert, en 1850. La politique commerciale et la présence à l'international de ce marchand d'art parisien lui permet une large diffusion hors de France ,,,.
Considéré pendant des années comme l'un des meilleurs graveurs français , il expose pour la dernière fois au salon de 1865 après une production considérable, principalement effectuée à l'aquatinte ,. La critique du début du XXe siècle estime que Jazet a porté cette technique à un tel niveau de perfection qu'il a fini par en perdre son expression naturelle. Ses dernières œuvres sont parfois qualifiées d'une faiblesse regrettable .

### Vie privée
Jean-Pierre-Marie Jazet se marie avec Félicité Moreau . Ses deux fils Alexandre-Jean-Louis, né le 10 mai 1814 et Eugène-Pontus, né le 1er mai 1816 sont eux-aussi graveurs . Sa fille Louise-Georgina, née le 29 septembre 1822, épouse Théodore Vibert. Ils sont les parents de Jean-Georges Vibert et d'Alice Vibert qui épouse Étienne-Prosper Berne-Bellecour .

## Récompense et distinction
- Médaille de 2e classe, 1819 [9]

- Chevalier de la Légion d'honneur, le 8 octobre 1846 [10]

## Galerie

Œuvres de Jean-Pierre-Marie Jazet
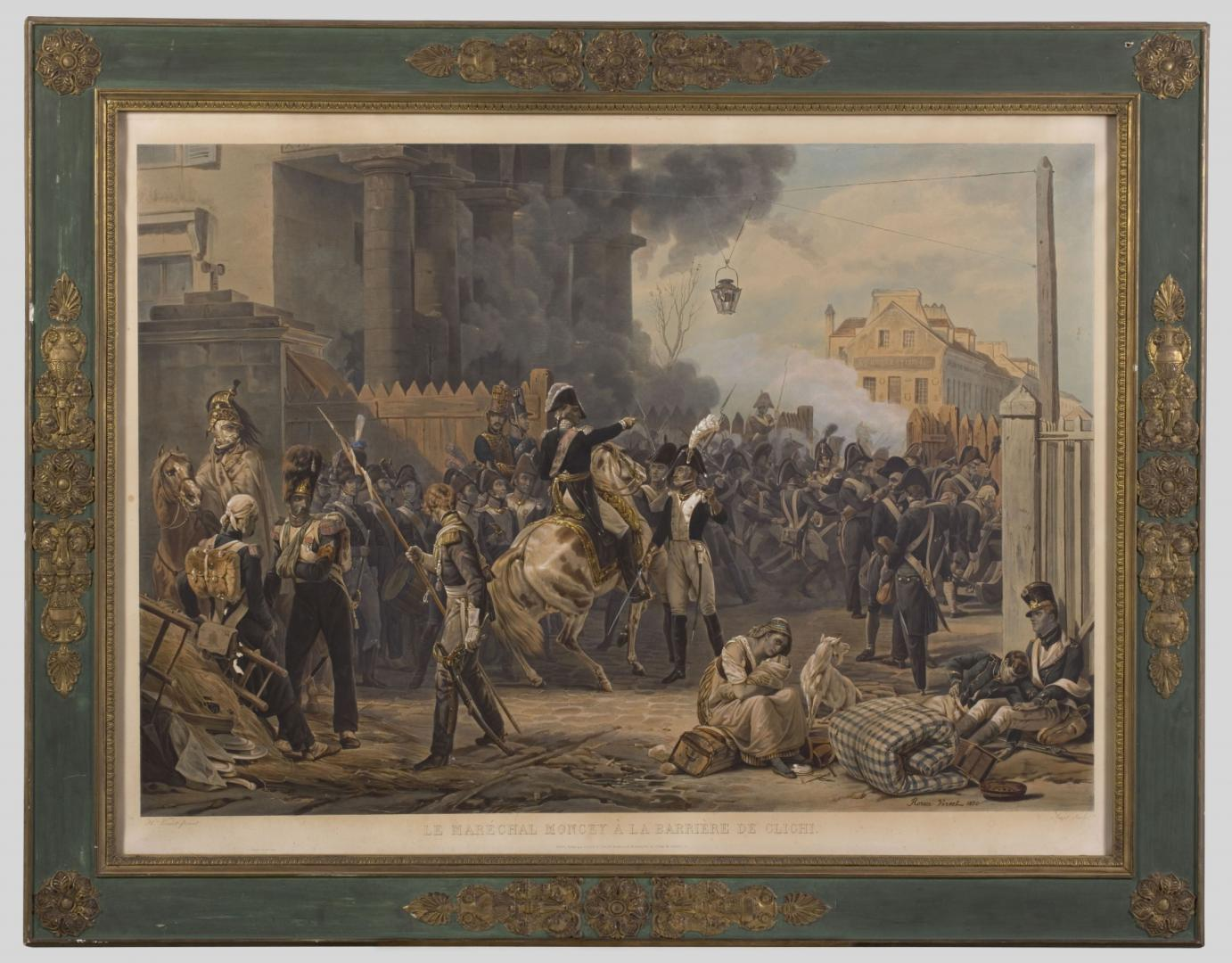
Le maréchal Monsey à la barrière de Clichy, d'après Horace Vernet, musée Carnavalet.
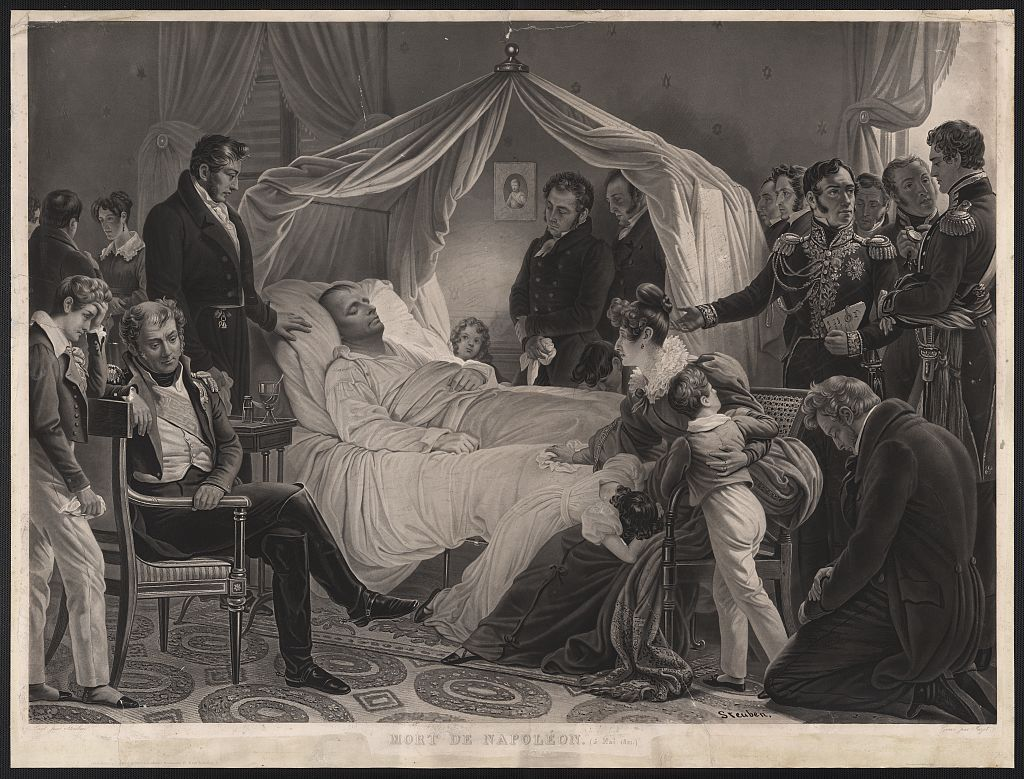
Mort de Napoléon, d'après Charles de Steuben. (1860)
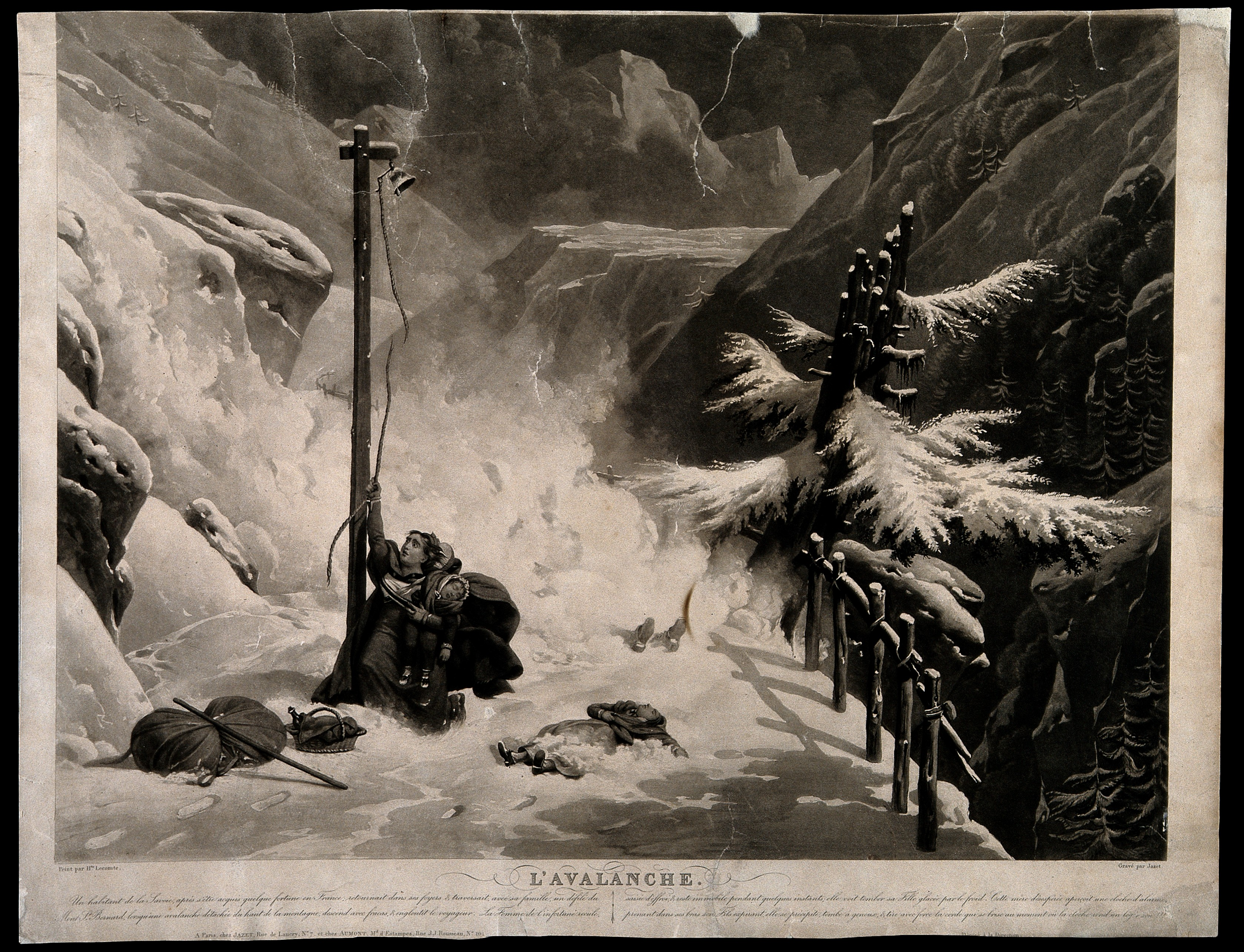
L'avalanche d'après Hippolyte Lecomte.
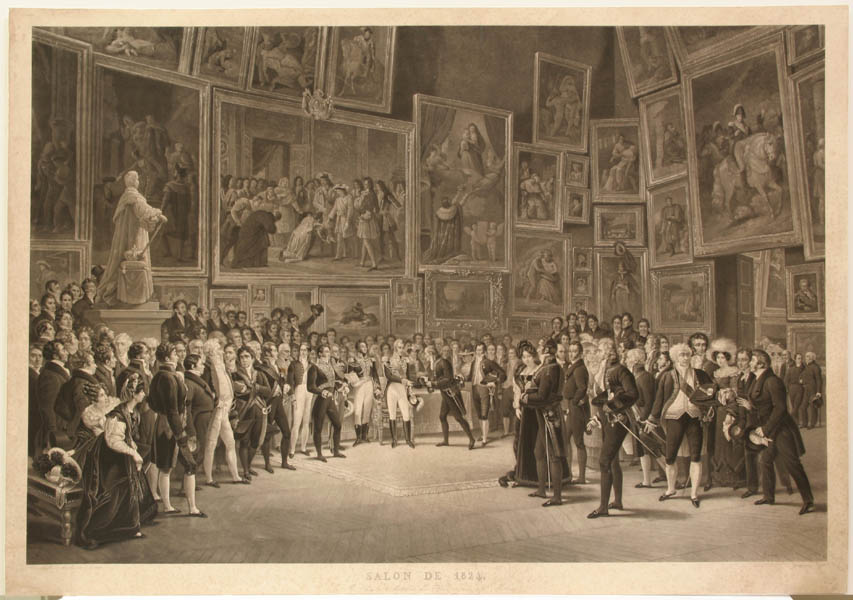
Salon de 1824 d'après François-Joseph Heim.
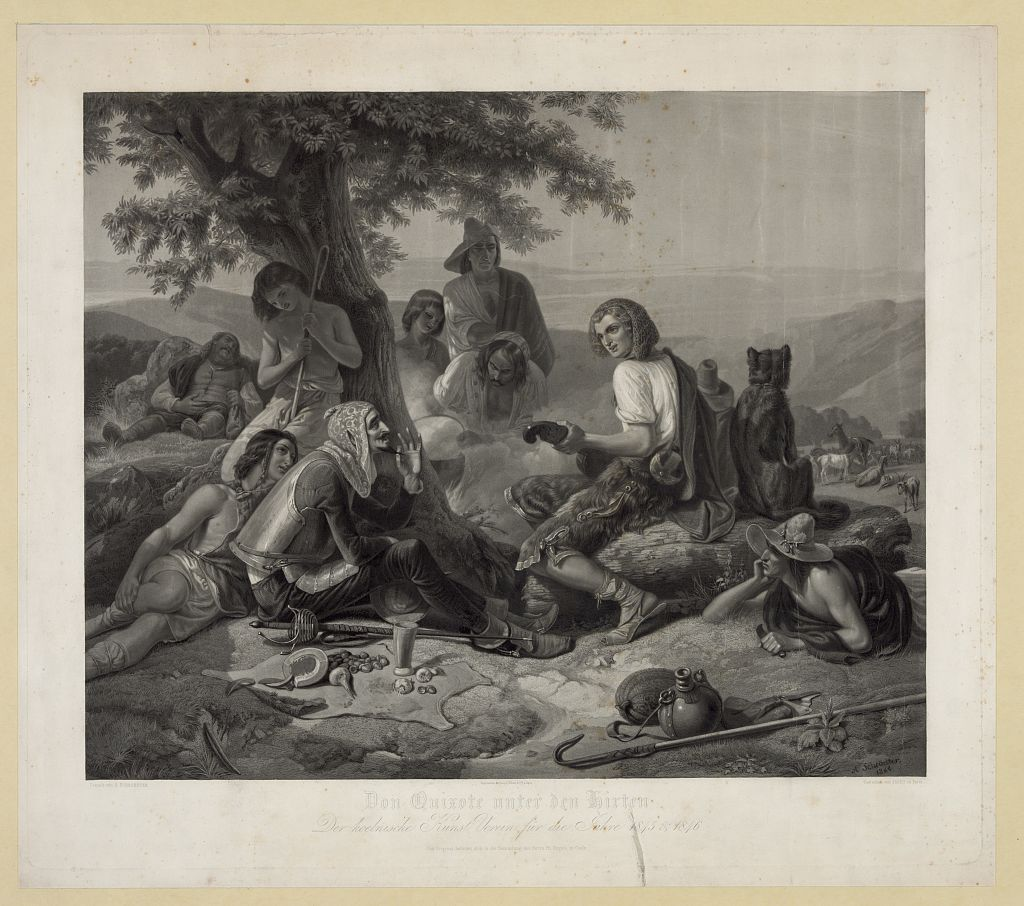
Don Quixote unter der Hirten, d'après Adolph Schroedter. (1845)
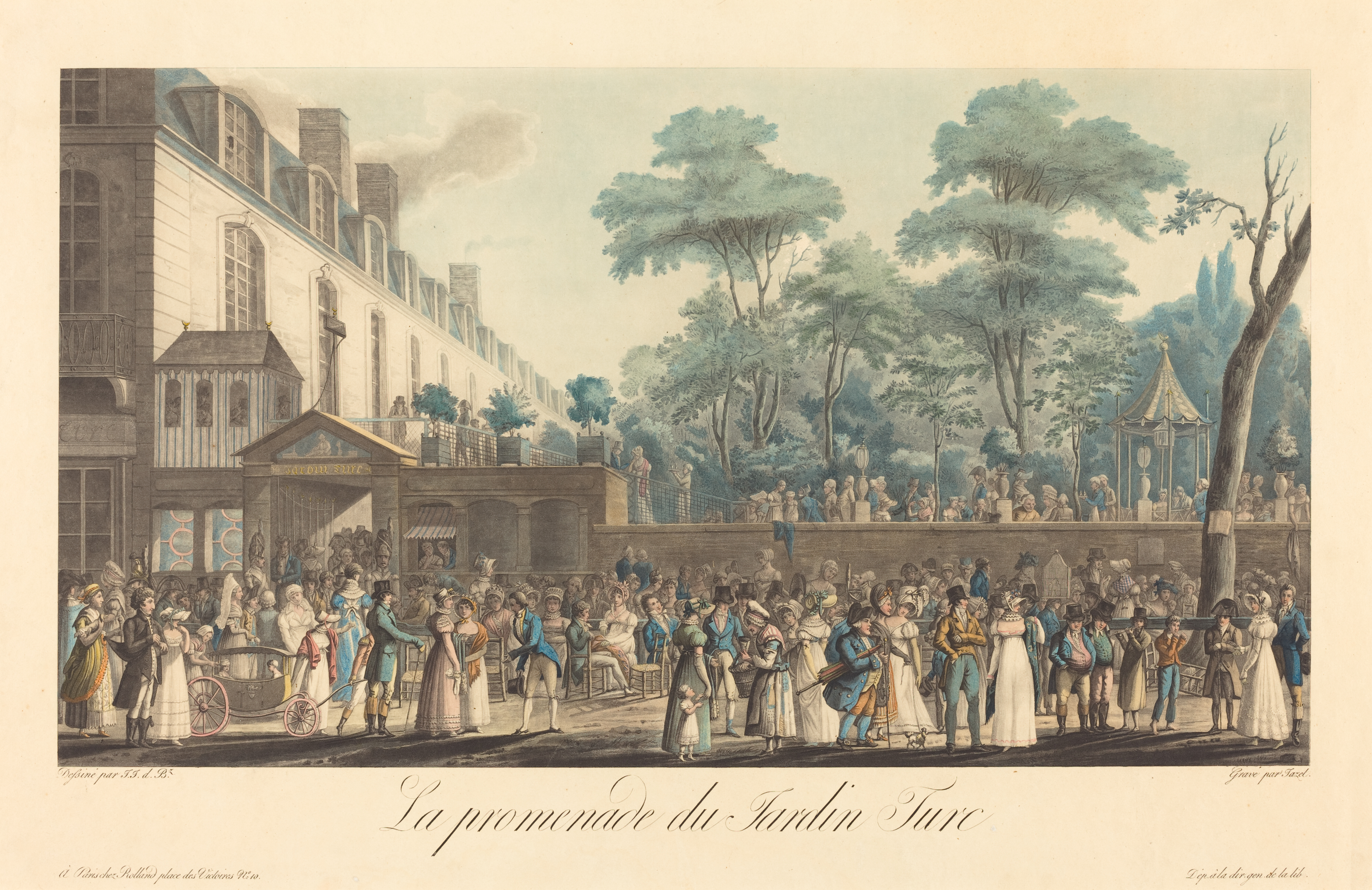
La promenade au jardin turc, d'après Jean-Joseph Bastier de Bez, National Gallery of Art.
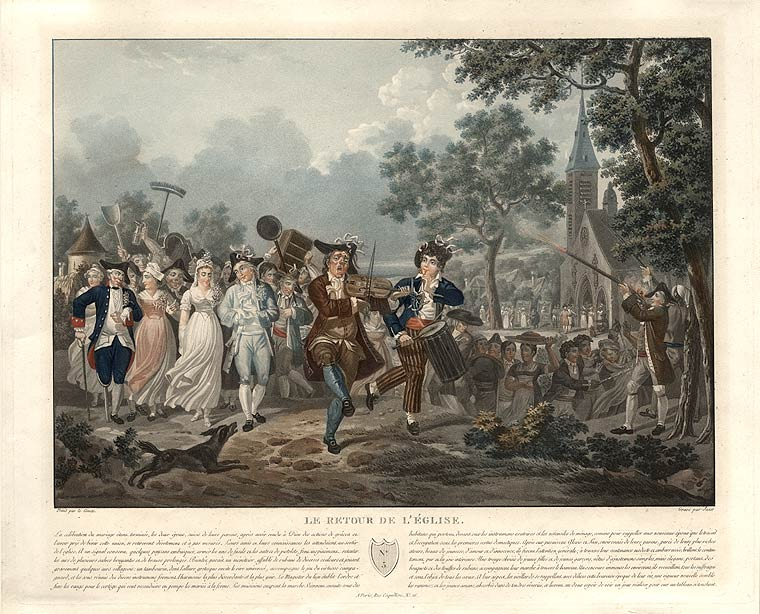
Le retour de l'église, d'après Hippolyte Lecomte. (1815)
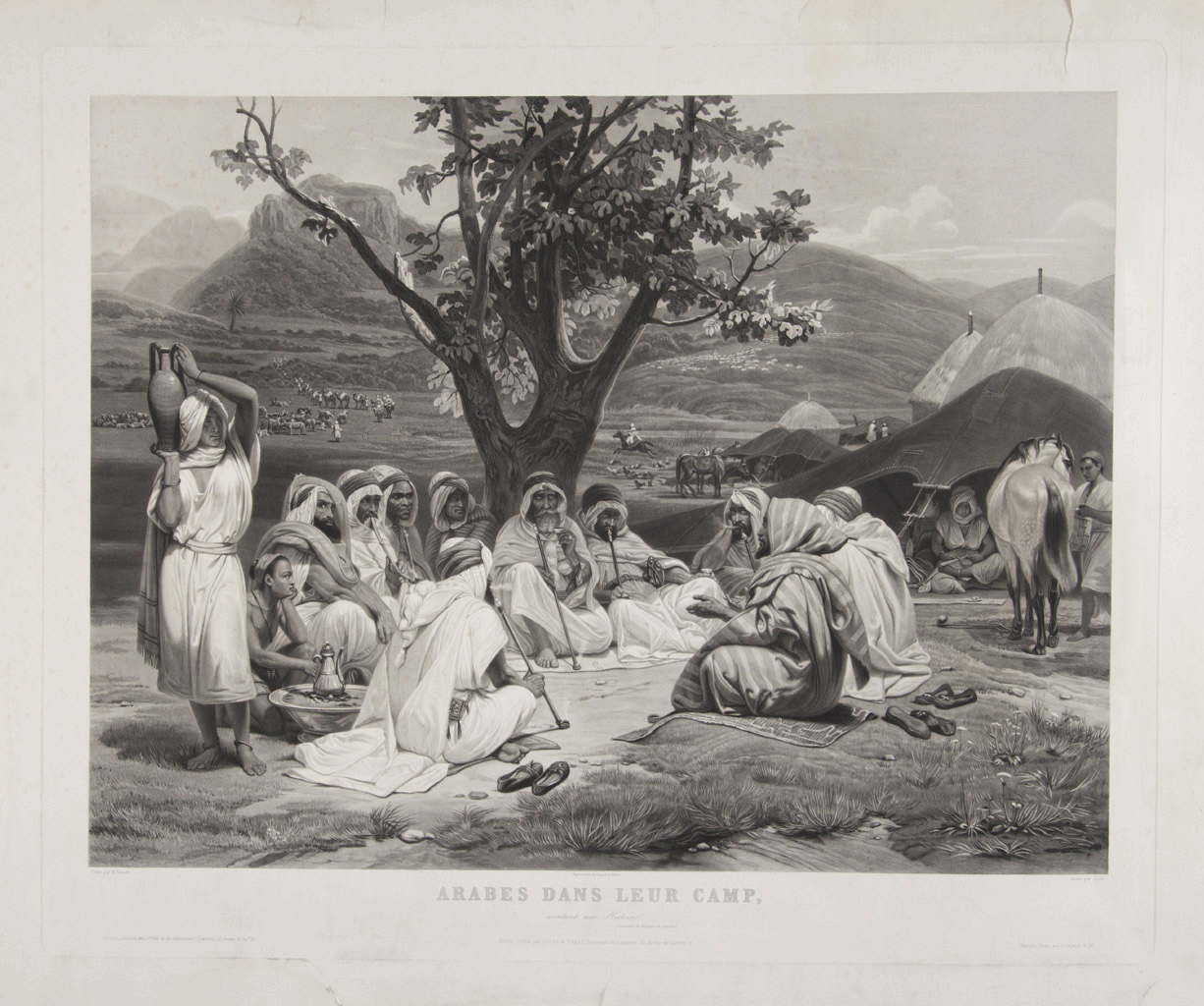
Arabes dans leur camp, d'après Horace Vernet, Musée des Beaux-Arts de Bordeaux.
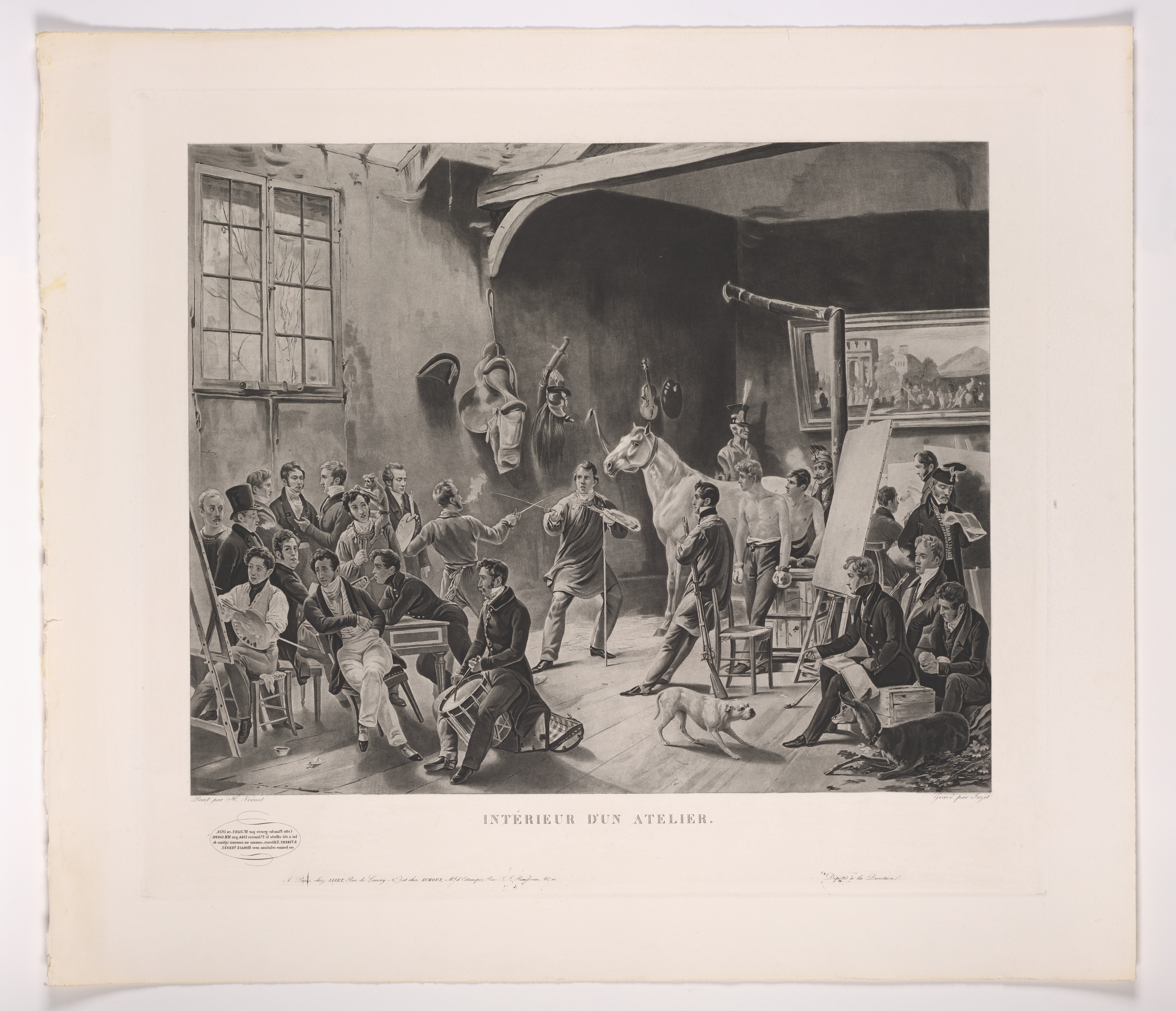
The Studio of Horace Vernet (Intérieur d'un Atelier), d'après Horace Vernet, (1824), Metropolitan Museum of Art.
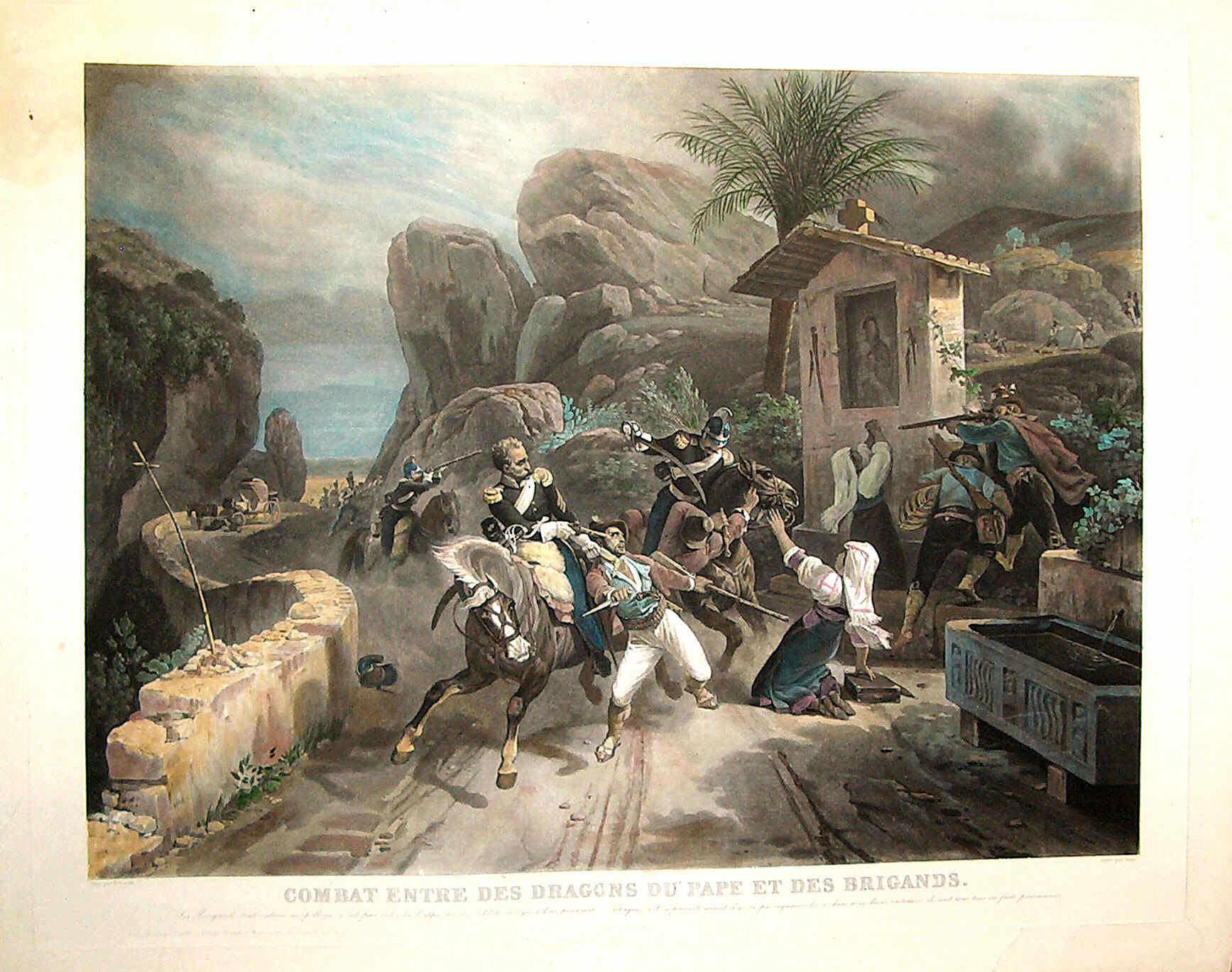
Combat entre des dragons du pape et des brigands, d'après Horace Vernet. (1840)
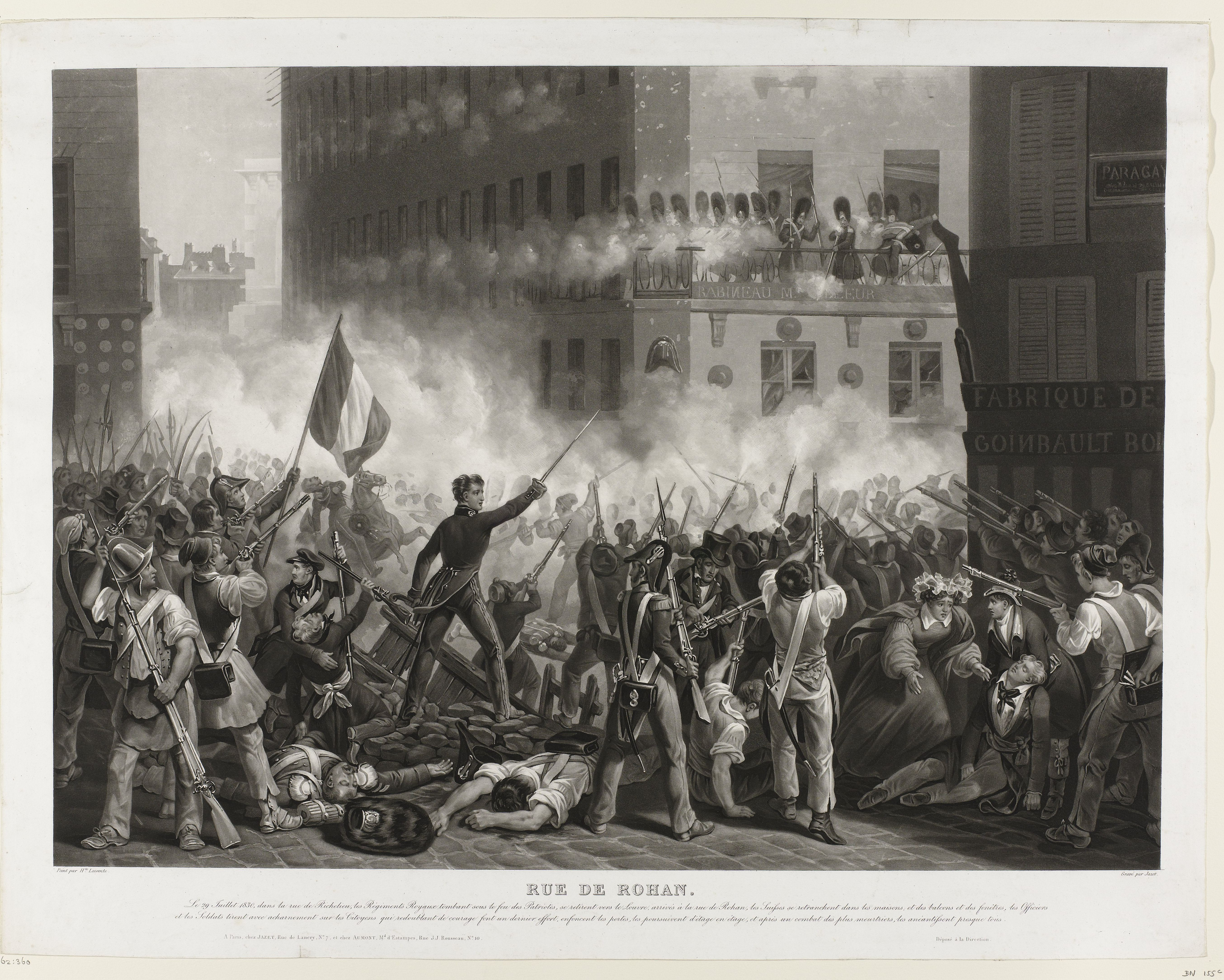
Rue de Rohan, d'après Hippolyte Lecomte, (1831), Rijksmuseum, Amsterdam.
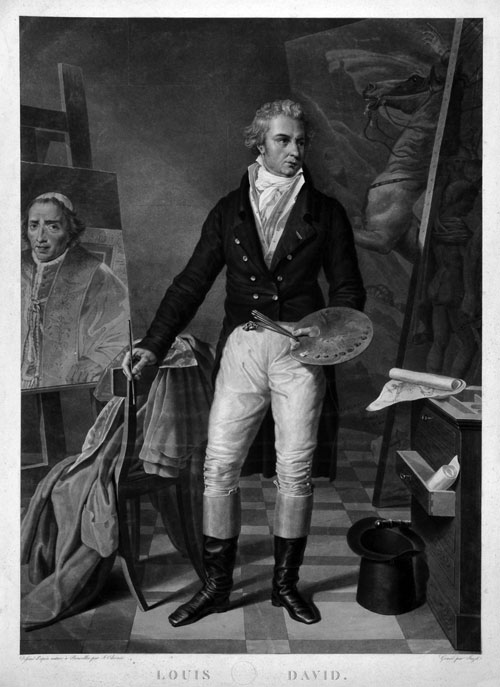
Jacques-Louis David dans son atelier. d'après Joseph-Denis Odevear.
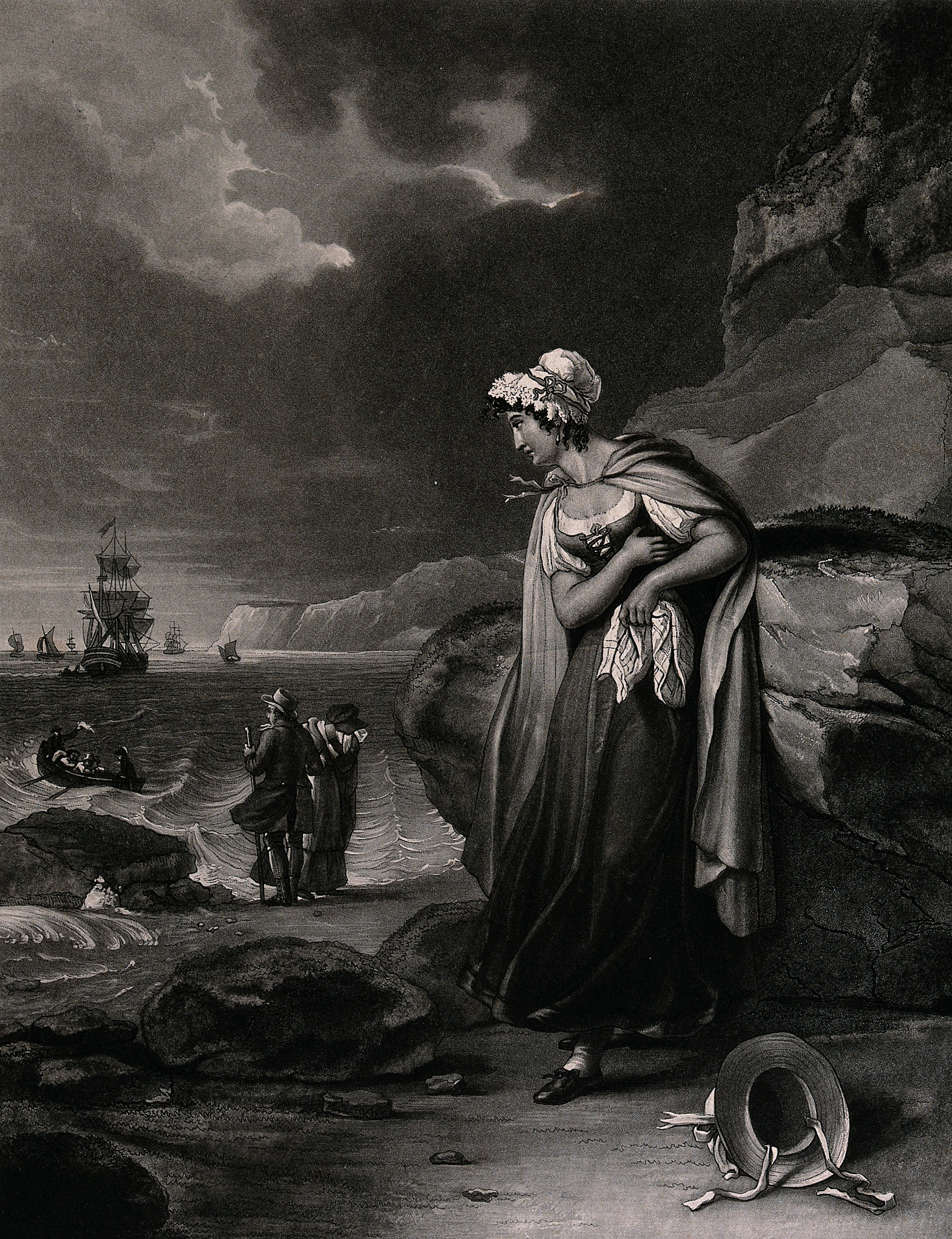
A young woman watching from a beach while a rowing boat carr. d'après Henry Corbould.
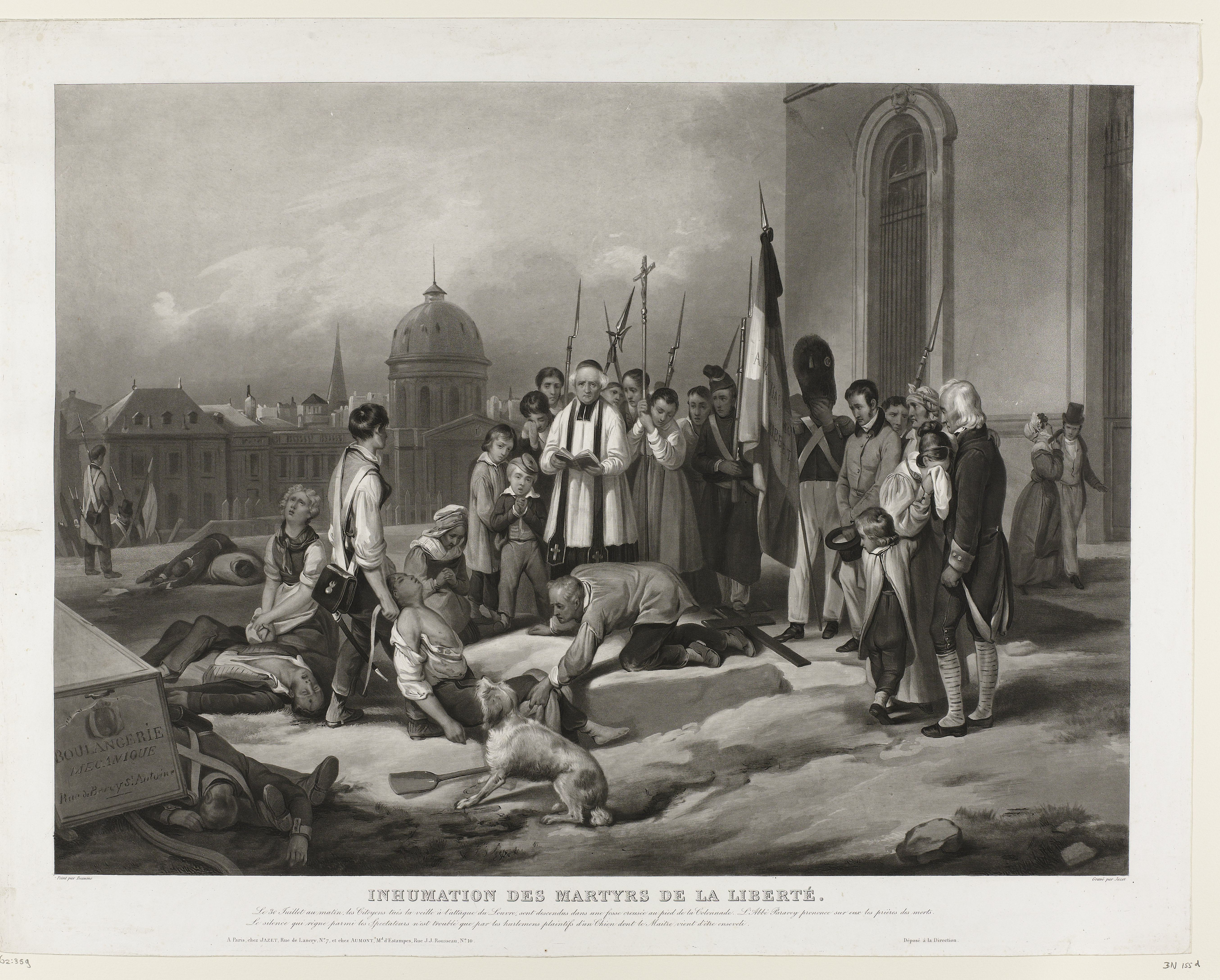
Inhumation des martyrs de la liberté, d'après Joseph Beaume, (1831), Rijksmuseum, Amsterdam.
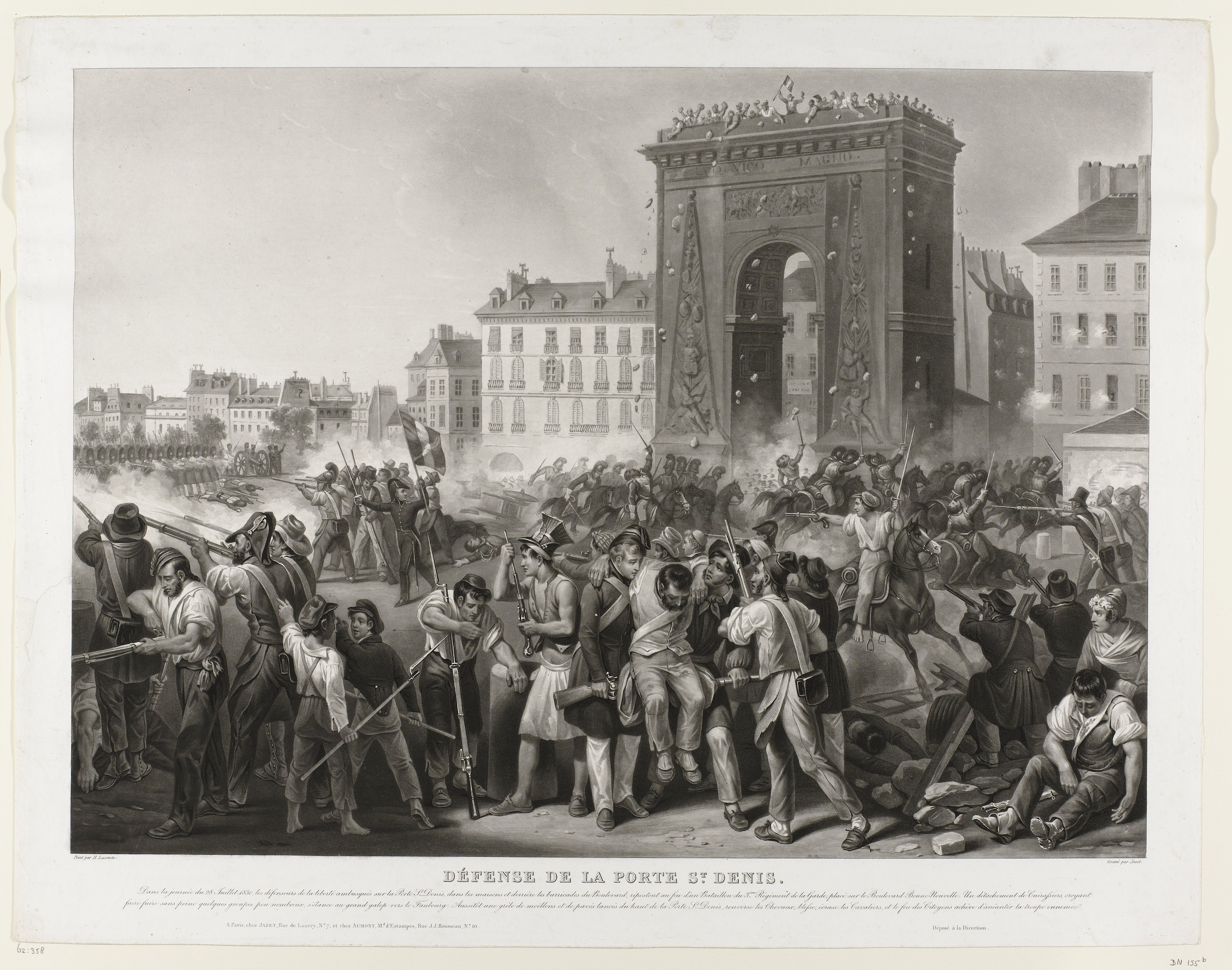
Défense de la porte Saint-Denis, d'après Hippolyte Lecomte, (1831), Rikjsmuseum, Amsterdam.
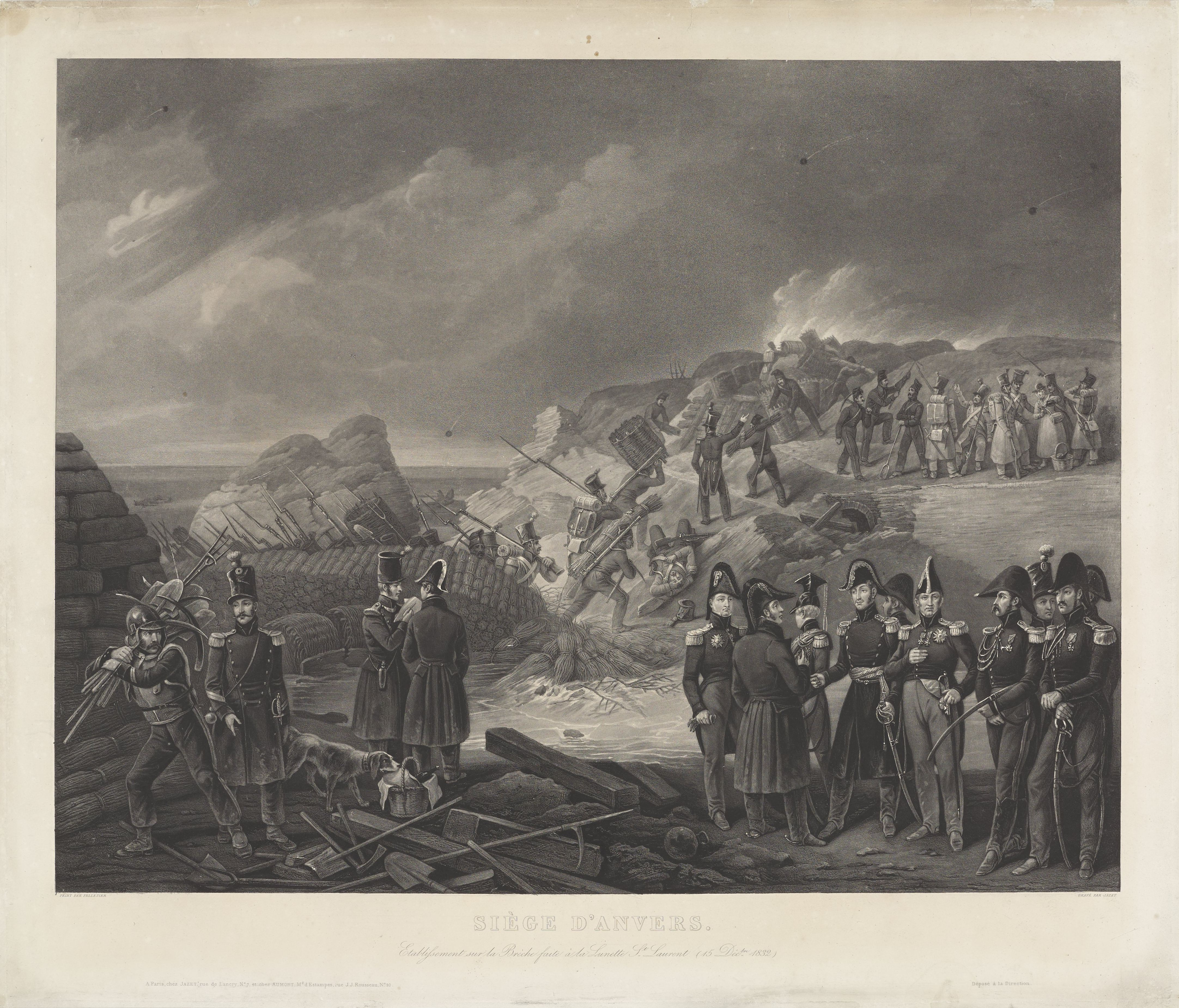
Siège d'Anvers, (1832-1833), d'après Laurent-Joseph Pelletier, Rijksmuseum, Amsterdam.
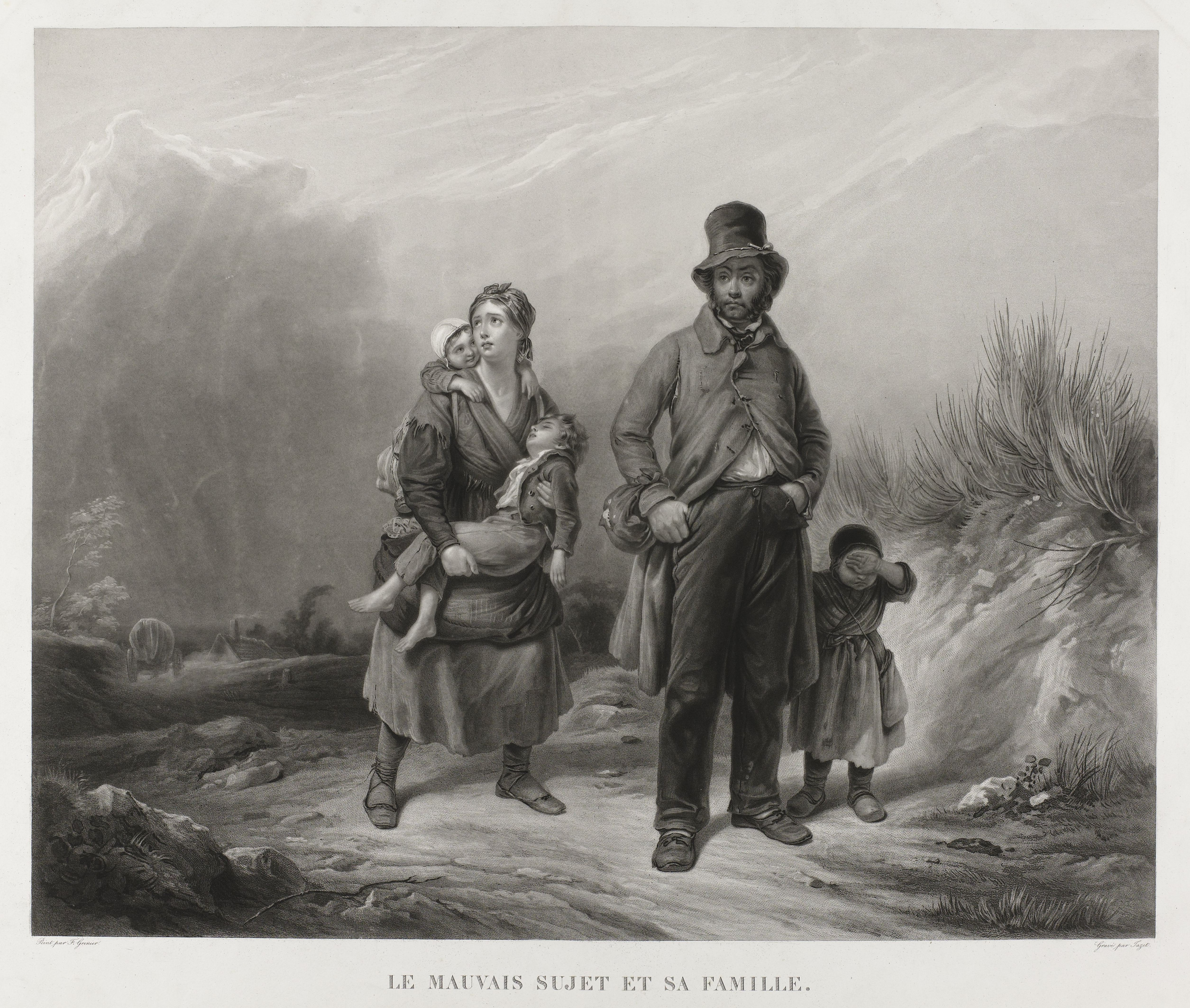
Le mauvais sujet et sa famille, d'après François Grenier de Saint Martin, (1832), Rijksmuseum, Amsterdam.
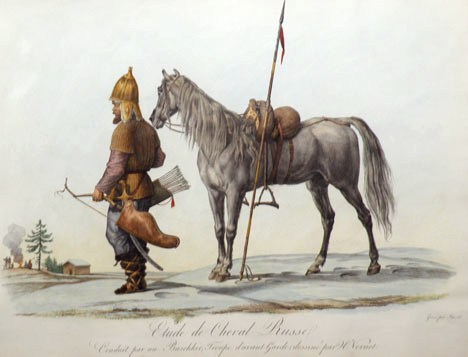
Étude de cheval russe, d'après Horace Vernet. (1840)